# Beesové z Chrostiny
Šlechtický rod Beesů z Chrostiny byl spojen s Těšínským Slezskem po více než 500 let. Rod je psán s příjmením: Beeß, Beſs, Bes, Bez, Bees, Beess a také z Krostiny, Kronsteinu, nebo von Beeß und Chrostin.
Doposud neexistuje solidně zpracovaná genealogie jednotlivých rodových větví, které se píšou podle sídel tedy: z Kolna (Cöllnu, také Cölle) a Katovic, z Mišovic, z Maléřovic, z Tlustorobu, z Vrchlesu. Rod, který změnil svou původní slovanskou podobu rodového jména za jeho německou variantu.
Mezi přední badatele o tomto rodu patřil např. Josef Pilnáček, nebo Konrád Blažek. Také je možnost čerpat z Gothajských almanachů baronských rodů.

## Historie
Nejstarší předkové tohoto slezského šlechtického rodinu pocházejí z Chorvatska, kdy se usadili okolo roku 644 ve Slezském vojvodství. Písemný doložený původ je od Adama I. Bysse (okolo roku 1311–1321), rádce slezského vévody Boleslava II. Opolského. Počátky rodu jsou spojeny s městem Hlohov (Głogów, město v Polsku).
Ves Chrostina nebo také Hruština, psána i jako Chroszczyna, Krostina, ležící v Opolsku, nedaleko Niemodlina (německy Falkenberk, Opolské vojvodství, Polsko), byla od 15. století sídlem početné rodové větve, která byla často zmiňována v zemských knihách pro knížectví Opolské a Ratibořské.

## Rodové větve

### Beesové z Chrostiny
Syn Adama Bysse Adam II. († 1392), měl dva syny: Adama III., který v letech 1399–1423 spoluvlastnil Kujavy (obec Kujawy, Polsko), v letech 1405–1407 vlastnil dvůr v Předmostí (dnes část města Přerov), v roce 1406 byl hejtmanem Přerova. Jeho manželkou je Markéta Karlovcová z Krumsína. Druhým je Otto, který v 1423 vlastnil Rohov (německy Rogau, polsky Rogów Opolski, Polsko) v Opolském knížectví, se svým bratrem Adamem spoluvlastnil Kujavy. Je doloženo, že oba bratři Adam III. a Otto Bees kupují dne 30. září 1353 ves Chrostinu, tuto listinu vydal a potvrdil vévoda z Falkenbergu
Další z jeho potomků – Adam vlastnil do roku 1544 Pstružnou (Pstrążna, obec v Polsku). V této linii je ještě doložen Baltazar (okolo roku 1603).
Adam se svou ženou Markétou Karlovcovou měl syna Beneše Bysse († před 1430). Ten měl dvě dcery. Martu (1430–1451), jejím manželem byl Jan Hanuš měšťan z Olomouce. Druhá dcera Kunhuta (1430) měla za manžela Karla Rudla, měšťana z Opavy. V manželství se jim narodila dcera Kateřina (1430–1451) provdána Smolkovská ze Smolkova.
V historických zápisech lze nalézt záznam, kdy: v roce 1493 tři bratři Adam, Hans (Jan) a Niklas (Nikolas), kteří si rozdělili majetek po otci (otcovské zboží) a založili samostatné větvě tohoto rodu, které se psaly z Chrostiny s přídomkem místa pobytu.
V letech 1450–1534 měli v držení Zámek Kopice (Pałac w Kopicach, obec Kopice, Polsko). Poté přešel do vlastnictví kanovníka katedrály ve Vratislavi Baltzara Neckerna.
V 17. a 18. století vlastnili zámek Lindenberg (město Tauche, Německo), který byl postaven na pozůstatcích pozdně středověkého paláce.

### Beesové z Chrostiny a na Cöllnu (Cölle)
Doložený Adam Bees z Chrostiny a na Cöllnu, byl 17. října 1508 císařem Maximilianem I. Habsburským jmenován baronem s titulem Urozený pán (Schönhofen).
V roce 1607 se Jan svobodný pán Bees na Cölln, Löwen, Ketzendorf a Katowitz stal nejvyšším sudím Opolského knížectví a Ratibořského knížectví. Po roce 1600 získal úmrtím Kaspera Wiskoty von Wodnik zámek v Tvorkově (Tworków, Polsko). Kasper Wiskota byl rovněž nejvyšším sudím, Bees je jeho nástupce ve funkci. V roce 1612 jmenoval svým dědicem svého synovce Kašpara Jindřicha (Caspar Heinrich), jehož pravnuk Otto Leopold Bees (18. listopadu 1690 – 16. ledna 1761) byl vojenský důstojník, poslanec v Drážďanech a Vídni, dne 19. října 1721 byl povýšen do hraběcího stavu a užíval přídomku "na Cöllnu". Jeho manželkou byla Erdmuthe Sofie Eleonora Skrbenská z Hřiště (15. listopadu 1700 – 8. duben 1756). Měli potomka Jana Gottlieba Otta (1705–1778), jeho manželkou byla hraběnka Josefa von Sinzendorf.
Dne 4. října 1638 byl Kašpar Frydrych Bees svobodný pán z Cöllnu a Katovic, na Pšově, jako ručitel půjčky Jiříka Vranínského z Vranína na Oldřišově a Gaňovicích (Janowice, Polsko), od nyní již zemřelého Jindřicha Šípa z Branice, slibují na dluh Jindřicha Vranínského vystaviti do sv. Jiří (24. únor) příštího roku sirotkům po Jindřichovi Šípovi z Branice nový dlužní úpis, na něho znějící.
Dědičkou majetku byla Maria Johanna Karolína Bees z Chrostiny a Löwen (30. říjen 1770 – 3. červen 1821), která se v roce 1787 provdala za Josefa Maria Johanna Nostic-Rokytnic (3. září 1764 – 3. červenec 1849). Svým dětem (Janu Václavu, Josefu Ditmarovi a Marie Rozině) zanechala titul – und zu Löwen (Löwen město v Belgii, zámek Schloss Arenberg).

### Beesové z Vrchles a Olešné
V roce 1622 koupil Adam Jan Bees (* 1601) svobodný pán z Vrchlesu a Olešné (německy Adam Freiherr Bees von Werchels und Rosenberg) za 40000 moravských zlatých Chudobín (obec na Olomoucku), a spolu se svou manželkou Ester von Rottmannsdorf (* 1605), která v roce 1629 získala Vilémov u Litovle. V témže roce došlo ke spojení majetků. Následní majitelé byly od roku 1636 jejich dcery Kateřina von Dönhoff a Anna Zuzana († 1697) svobodná paní Bees, provdána za Franze Eusebiuse z Oppersdorffu (10. únor 1623, Kazimierz, Polsko). Ty pak prodaly společný majetek na den sv. Václava, tedy 28. září 1652, spolu s domem v Olomouci, za 31615 moravských zlatých okresnímu hejtmanovi Olomouce Janu Baltazarovi Vetterovi z Lilie.

### Beesové z Míšovic
Mikuláš Bees z Mišovic (Mansdorfu) byl v roce 1563 úředníkem v Těšíně (Cieszyn, Polsko) a již kolem roku 1560 si koupil ve městě dům.
Valentin Bees obdržel roku 1573 Tisůvku u Vladislavi (Włodzislaw, Polsko).
Za vlády českého krále a císaře Ferdinanda III. (1608–1657), vytvořilo 27 Slezských zchudlých šlechticů, zvaných „sedmadvacátníci", lupičský spolek a byli postrachem všeho okolí. Dle zámeckého archívu (Cieszyn) jistý Joachim Bees z Chrostiny zavraždil Jindřicha Grodčckého.

### Beesové z Chrostiny a na Stéblové
Tato větev pochází z Opolska, kdy se v 16. století přesunul do Těšínského knížectví. V historických záznamech je zápis o Nikolasovi von Bees (mladší bratr Adama a Jana Beese), který je zakladatelem této linie na Stéblové.
Jeden z potomků – Václav Bees na Stéblově vlastní v roce 1572 Horní Suchou, jeho manželkou byla Barbora Beřkovská z Šebířova (okolo 1600). Měli syna Adama Konstantina, který je kolem roku 1639 zapsán jako držitel obce, jeho manželkou byla Ludmila Ptáková z Čejkova. Z manželství je doložená dcera Barbora Kateřina († 1677), manželem jí byl Jindřich Václav Šíp z Bránice. Což potvrzuje tato informace: Dne 23. dubna 1572 Kašpar Čelo z Čechovic a na Malých Kunčicích spolu se svými ručiteli Kašparem Vlčkem z Dobré Zemice a z Hlučína, Janem ml. Sedlnickým z Choltic a na Heřmanicích, Matějem Pilarem z Pilhu a na Otrubově, Zikmundem Rudským z Rudz a na Řepišti, Bernardem Barským z Baště a na Orlové, Václavem Beesem z Chrostiny a na Horní Suché vyznává, že dluží 10 000 zlatých Janu Stošovi z Kounic a na Štundorfě a jeho věřitelům Otíkovi Stošovi (z Kounic ...), zastavuje mu na dva roky tvrz, dvůr a městečko Paskov s pěti vesnicemi (Žabeň, Krmelín, Nová Bělá, Hrabůvka, Hrabová) a stanoví podmínky a sankce pro splácení dluhu.
Jsou doloženi dva mužští pokračovatelé rodu (nejsou úplné zápisy rodičů):
- Jan Arnošt s manželkou Helenou Rozinou Laryš z Nečesanic, vdovou po Césarovi svobodném pánu z Neuhausu.
- Adam mladší s manželkou Evou Golkovskou z Golkovic (obec Golkowice, v Polsku), majitel Vělopolí (1665), Horní Suché (1650).

V zemských knihách je zapsán Augustin Bees (* před rokem 1635 †1659), který byl kancléřem Těšínského knížectví a v létech 1625–1659 vlastnil Dolní Líštnou, Horní Suchou, Třinec, Lyžbici. Jeho manželkou byla Žofie. Tento člen rodu je zakladatelem silné rodové linie. Zde byli doložení jeho dva synové.
- Jiří († 1692) měl ve vlastnictví Třinec a Nebory. Manželkou mu byla Daria Alžběta ze Skal (někdy uváděna jako Daria Alžběta Rascati). V některých pramenech bylo možné najít ještě Marii Zmeškalovou, dceru Jindřicha Zmeškala z Domanovic, úředníka (1618) a nájemce maltské komendy v Hrobníkách, v roce 1626 doložen pobyt v Krnově, kdy v jeho domě pobývali dánští důstojnici. Ta v roce 1674 podala písemné svědectví, jako manželka Jiřího Beese,
- Vilém vlastnil v letech 1670–1690 Dolní Líštnou (německy Nieder Lischna) a louky v obci Ližbice (dnes Lyžbice) na tzv. Za Pňokem (1670). Jeho manželkou byla Zuzana Bludovská z Bludovic. Zde jsou doloženi 3 synové a 4 dcery. Tito Beesové byli všichni evangelického vyznání.

Potomek jednoho z výše uvedených, písemně doložený Jiří Leopold († 17. září 1715) byl povýšen do stavu českých svobodných pánů 16. května 1705, kdy mu byla udělena nobilitační listina a inkolát a přídomek Wohlgeboren. Panovník – Josef I. Habsburský jej rovněž jmenoval zemským kancléřem Těšínského knížectví a nejvyšším zemským sudím. Nepochybně na to měl vliv i jeho přestup na katolickou víru. V letech 1692–1767 došla řada stížností od jeho poddaných z Hnojník a Nebory, zápisy o tomto jsou v opisech českého urbáře statku Hnojník z roku 1692 (obce Hnojník a Rakovec) a českého urbáře statku Nebory z roku 1749.
Do roku 1707 vlastnil mlýn v Dolní Líštné, do roku 1715 vlastnil celou obec Dolní Líštnou. Dne 1. prosince 1712 je jeho pečeť pod listinou, kterou Adam Václav z Tenčína, zemský hejtman knížectví těšínského, dává těšínským jesuitům fundaci 9600 zl. na udržování 8 osob šlechtického původu v semináři v Těšíně. Na dokumentu jsou přivěšeny 4 pečeti: 1. vydavatel, 2. Jindřich Ferdinand svob. pán Laryš, 3. Jiří Leopold svob. pán Bees, 4. Rudolf Sobek svob. pán z Kornic.
Jeho manželkou je Žofie Esslingerová von Lohe (původem ze vsi Zopovy, německy Soppau, Polsko). Rodiče Žofie byli Adam a Helena Lindeiner und Rose. Adam Esslinger byl majitelem statku Zopov a měl pohledávky v obci Loděnice. V manželství se narodí:
- Karel Václav († 12. červenec 1754)
- František († 1750)
- Maximilián (* okolo roku 1650 – 6. květen 1731, Osoblaha, Farní kostel svatého Mikuláše).
- Libor Josef Antonín (* 27. květen 1687, Loděnice)

Zde se rod dělí na další větve.

#### Beesové na Německých Pavlovicích
Rytíř Maxmilián Bees z Chrostiny (* okolo roku 1650–1731) na léně v Německých Pavlovicích (dnes Slezské Pavlovice). Od kdy přesně vlastnil tuto obec, zatím nelze doložit. Doloženo je, že:
Dne 28. února 1698, v Německých Pavlovicích uzavřel trhovou smlouvu s mlynářem Adamem Heinischem, synem mlynáře Jindřicha Heinische z Kreschendorfu, který od něj koupil dědičný mlýn, polnosti a zahradu v ceně 450 zlatých rýnských. Současně se zavazuje o sv. Jiří platiti činži 23 tolarů slezských (27 zl. rýnských 48 krejcarů) a odvádět různé druhy mouky. Mlynář Heinisch, který neuměl psát, byl podepsán v zastoupení svým strýcem Janem Thienelem.
Dne 15. listopadu 1696, v Olomouci, Karel III. Lotrinský, kníže lotrinský, biskup olomoucký, povoluje prostřednictvím Karla Julia Orlíka svob. pána z Laziska (Łaziska, Polsko), kapitulního děkana, na žádost rytíře Maxmiliána Beese z Chrostiny, podobně jak učinil předešlý olomoucký biskup Karel II. z Lichtenštejna-Kastelkornu u první manželky pana Beese, připsat i jeho druhé manželce Marii Kateřině rozené Kaltschmidtové z Eisenberka věnem 2 tisíce zl. rýnských na uvedeném léně s podmínkou souhlasu olomoucké kapituly.
Dne 22. května 1703 je svědkem, resp. jeho pečeť je pod dokumentem, kterým Karel Josef z Hodic přijímá ručícím listem podle lenního práva poručenství nad pozůstalými sirotky po zemřelém Bernardu Antonínu Lvu z Rožmitálu a Blatné, držiteli lenních statků Hrozová a Pelhřimovy, a jako poručník se zavazuje na zmíněných statcích řádně hospodařit.
Také byl ve dvacátých a třicátých létech 18. století přísedícím biskupského soudu v Olomouci.
V létech 1778–1786 jeden z jeho potomků, jistý Heřman Bees, vlastní majetek v Osoblaze.

#### Beesové na Hnojníku
Karel Václav Bees z Chrostiny († 1754) kupuje v roce 1736 tvrz (renesanční) v obci Hnojník a přestavuje ji na jako jednoposchoďový barokní zámek (Zámek Hnojník). Jeho manželkou je Karolína Ludmila († 18.7.1776) z Rejzvicova a Kadeřína (německy von Reisswiz und Katerzin, nebo von Reißwitz und Kadersin), ta osobně vlastnila podíl v Dolním Těrlicku. Po smrti manžela nějakou dobu vlastnila Hnojník, Nebory, Horní Suchou a Rakovec, a to do roku 1757. V manželství se narodily tito potomci:
- Jiří I. (10. březen 1721 – 1. září 1785)
- Karel Maxmilián
- Josef (do roku 1751 vlastní Nebory)
- dva synové
- dcera Maxmiliaána
- dcera Josefa (1752–1827), v roce 1773 se provdala za Františka svobodného pána Tracha z Březí (1744–1791): Žili na sídlech v Koňakově a Chotěbuzi.

Podle závěti z 30. července 1753, sepsané na Hnojníku, byla určena pro jeho pět synů a dvě dcery. Karel Václav Bees byl tou dobou těžce nemocný.
Statek převzal syn Jiří I. (1721–1785), rada zemského soudu knížecí těšínského dvora. Byl majitelem rozsáhlého panství, mimo podílu v Dolní Suché, získal v letech 1744–1753 Dolní Třanovice, 1740–1790 Horní Třanovice, 1761–1790 Hnojník a Rakovec, 1762 Nebory, 1766–1790 Dolní Líštnou, od roku 1790 Konskou. Byl dvakrát ženat. První manželkou byla Anna Marie Niewiadomská z Niewiadomi (obec Niewiadom, poblíž města Rybnik, Polsko) a na Rydultovech (město Rydułtowy, Polsko), druhou Helena Maximiliána svobodná paní ze Saint Genois (svatba 1755, † 31. března 1798), která se narodila na zámku v Ropici. Zde jsou doloženi dva potomci:
- Jiří II. Otto (16. červenec 1750 Dolní Třanovice – 29. květen 1819)
- Josef (1756–1826), viz Členové rodu na Lešné

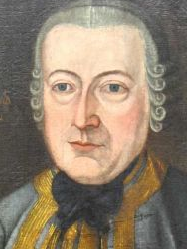
Jiří II.

Po jeho smrti převzal majetek syn z prvního manželství – Jiří II. Otto Frydrych Johann Franz (1750–1819). Ten od roku 1790 vlastnil Hnojník, Konskou, Dolní Líštnou, od roku 1792 pak Ráj u Fryštátu a Nebory. V roce 1796 se stává viceprezidentem zemského soudu v knížectví těšínském a zemským maršálem (někdy je uváděn jako zemský hejtman) v letech 1799–1819. Jemu náleží tzv. malý znak, datovaný 15. březen 1813, zaujímající 35. místo ve znakové galerii těšínské šlechty. Erby byly původně umístěny v těšínské sněmovně, nyní jsou na frýdeckém zámku v Rytířském sále. Jeho manželkou je dcera zemřelého Karla Františka Wiplara z Ušic († 20. října 1772) na Martinově a Šumbarku Marie Anna (*18. ledna 1752, svatba 1772, † 15. květen 1819). Doložení potomci byli:
- Anna (7. leden 1775 – 4. únor 1839, Neubrunn, Bavorsko, Německo). Provdána v roce 1789 za hraběte Karla Vl. Ferdinanda Antona (05. červen 1776, Dralin, Polsko – 14. dubna 1845, Neubrunn, Bavorsko, Německo) von Arco na Hošťálkovech.
- Jiří III. Friedrich (11. březen 1779 – 29. květen 1836)
- Karel I. Joseph Christophorus (27. červenec 1781 – 13. prosinec 1850), viz Členové rodu v Konské a na Neborech
- Josef Jan Nepomuk (9. květen 1787 – 27. únor 1861) vlastnil zámek Ráj u Karviné, statek Darkov, Louky a Otrembov (Otrębów, obec v Polsku), byl c. a k. komořím. Jeho manželkou je Marie roz. Kasparek (8. září 1809 – 23. leden 1887), vdova po svobodném pánu von Mattencloit.
- Karolina Barbara Bibiana Františka Johanna (* 2. prosinec 1789)
- Tekla, provdána Mattencloit
- Barbora, provdána Naske (někdy uváděno i Stoszková)

Josef Jan Nepomuk (1787–1861) byl c.k.komořím. Za svého života finančně podporoval katolické gymnázium v Těšíně, výstavbu vídeňského Votivkirche a přispíval na misijní účely v Americe a Asii. Jan Nepomuk zemřel bezdětný a svůj majetek odkázal synovci Jiřímu IV.
Majetek převzal prvorozený syn syn Jiří III. Friedrich (1779–1836). Dle závěti získal: Hnojník, dům v Těšíně, Rakovec a Horní Třanovice. Jeho manželkou byla Anna baronka Mattencloit (17. říjen 1784 – 29. prosinec 1858). S touto rodinou měli Beesové četné příbuzenské vztahy. Jsou doložen tito:
- Anna Maria Antonia Rocha.(16. srpen 1814)
- Jiří IV. (5. únor 1824 – 14. března 1905)

Po něm jeho syn Jiří IV. (1824–1905), majetek získal ve věku 12 let (v roce 1836) po svém zesnulém otci. Majetek spravovala jeho matka voda Anna Mattencloit. Jiří IV. byl vychováván na panství Lešná (zámek Lešná, německy Loschna), které mu v roce 1839 odkázala jeho kmotra Leopoldina von Bees († 19. únor 1839, Opava), manželka Josefa Beese (1756–1826) za podmínky, že se nestane dědicem Jana Nepomuka (1787–1861). Pokud by tomu tak bylo, odkazuje Lešnou Karlovi Beesovi (1781–1850). Jiří IV. se skutečně stal dědicem obou příbuzných. Tyto dědičné nároky si vymezuje ve smlouvě o rozdělení dědictví s bratranci Karlem a Otou. Oba je vyplácí, aby se vzdali svého dědictví. Výdaje kryly příjmy ze statků Lešná a Hnojník. Koncem 19. století byl držitelem všech rodových sídel. V historických záznamech z pozdějších dob vystupuje jako pán na Lešné. V roce 1871 byl majitelem statků Hnojník, Rakovec, Horní Třanovice, Ráj a Darkov (zde zřídil jódové lázně), Otrubkov, Horní a Dolní Kačice. Po roce 1897 se do Hnojníku natrvalo vrací a prodává všechny zámky, které byly do té doby v držení Beesů, tedy Lešnou, Konskou i Ráj.
Nechal přestavět původní barokní zámek na nový, v tzv. slezský empír. Také byl pověřen předsednictvím Kuratoria zemské zemědělské školy v Chotěbuzi. V letech 1865–1892 byl poslancem Slezského zemského sněmu za Vereinigte deutsche Linke (Spojená německá levice), v létech 1872–1897 byl členem říšské rady (c.k. komoří). V roce 1880 začal podílet na popolštění (polonizaci) obce Hnojník, spolu s českým katolickým knězem Aloisem Orlem a evangelickým učitelem Janem Kubiszem.

Oženil se 25. června 1847 se Stefanií roz. Wachtler (12. června 1830 – 26. duben 1921). V tomto manželství se narodili tito potomci:
- Jiří V., Marie, Ludmilla, Johann, Josef, Alfred, Stefan, Victorin, Leopold (27. březen 1848 – 7. červenec 1930), měl po svém otci výrazné povahové rysy, stejně jako fyzickou podobu.
- Anna, Josefine, Stefani, Marie, Ludmilla (2. červenec 1849 – 6. listopad 1901, Vídeň, Rakousko), provdala se ve Vídni dne 21. září 1872 za Christiana Sophuse hraběte Danneskjold - Samsöe (18. září 1845, Kodaň, Dánsko – 7. prosinec 1875, Káhira, Egypt),. Spolu měli potomky: Olgu, Kristiána Konráda, Frederika Wilhelma a Ottu Ludvíka Augusta Baltazara. Poté byla ještě dvakrát provdána: v roce 1880 za Arthura Coronini (* 1847), v roce 1888 za Rudolfa Walchera (* 1847).
- Ludmilla, Marie, Anna, Stefania (18. duben 1851), provdala se ve Vídni dne 17. června 1869 za Felixe hraběte Kalnokyho, c. a k. majora.
- Jan, Nepomuk, Marie, Ludmilla, Josef, Benjamin (* 6. srpen 1853 – 14. říjen 1930), c. a k. poručík v rezervě u Hulánský pluk č. 2 Karla Filipa ze Schwarzenbergu (K.u.K Galizisches Ulanen-Regiment Fürst Carl Philipp zu Schwarzenberg Nr. 2). Manželkou Jana Nepomuka byla Eleonora rozená Wachtler († 14. říjen 1930)
- Leopold, Marie, Ludmilla (19. leden 1856 – 8. listopad 1891). Jeho manželkou byla Zdenka Kokořcová z Kokořova (1861–1926), její otec byl hrabě Ludvík Prokop Kokořovec z Kokořova (1833 – 29. září 1878 Štědrá u Karlových Varů), majitel velkostatku Žlutice - Štědrá.
- Klemens (2. prosinec 1858 – 25. duben 1868).
- Josef, Marie, Ludmilla (6. říjen 1861 – 5. únor 1934). Manželkou Josefa byla Wilhelmína Faust (2. červenec 1865 – 4. říjen 1936).

Sestra Jiřího IV. byla Anna (16. srpen 1814), provdána za Josefa hraběte Ferriho, c. a k. komořího.
Jeho syn Jiří V. (1848–1930) byl sběratelem uměleckých předmětů a podporovatelem Zemského muzea v Opavě, dnes Slezské zemské muzeum. Zemřel svobodný a bezdětný.
Po něm převzal majetek jeho synovec Jiří VI. (15. prosinec 1880–1955, Německo), syn jeho bratra Jana Nepomuka (1853–1930). Jiří VI. měl sourozence:
- starší sestru Marii Ludmilu (*30. března 1882, Hnojník – 16. březen 1911, Klatovy). Provdanou roku 1903 za Leopolda Thun–Hohenstein (03. říjen 1869, Praha – 15. srpna 1950, Kitzbühel, Rakousko). V manželství se jim narodily čtyři děti: Jiří Zdeněk Maria Lev Antonín, Lev Štěpán Maria Gerard Antonín Leo, Maria Ludmila Hana Josefína Eleonora a Albert Géza Lev Nepomuk Maria Zdeněk.
- bratra Johana Evangelistu Geza Lothar (* 7. červen 1885, Baden, Rakousko).

V roce 1897 vedl spor o výhradní kutiště na Ostravsku s hrabětem Larisch-Mönnich.
V roce 1930, ve dnech 5. a 6. července, jej v Hnojníku navštívil první prezident Masaryk. První a jedinou manželkou Jiřího VI. byla doktorka stomatologie Marie Štorchová (* 18. květen 1891, Česká Lípa), svatbu měli 6. května 1945. V tomto roce mu byl rovněž konfiskován majetek na základě Benešových dekretů, a 29. srpna 1946 byl v rámci transportu Sudetských Němců odsunut do Německa.

#### Beesové na Konské a na Neborech
Karel I. František (1781–1850), si dne 5. ledna 1817 vzal za manželku Karolínu (2. listopad 1797 – kolem roku 1853), dceru Johana Baptisty von Forgatsch a Anny svobodné paní Kaltschmidt von Eisenberg († 2. listopadu 1797).
Z dědictví po otci Jiřím II. získal zámek Konskou a statek Nebory, a to od roku 1790. V manželství se jim narodily tyto děti:
- Karel II. Jiří Jan Leopold Josef baron Bees z Chrostiny (* 22. říjen 1817), dědic majetku, který majetek spravuje do roku 1894, kdy jej prodává.
- Karolína (20. července 1819 – 20. dubna 1893, Vídeň, Rakousko) provdána dne 27. listopadu 1841 za hraběte Michaela Zigmunda (15. září 1808, Olomouc – 24. dubna 1882, Hietzing, Vídeň, Rakousko) Bukůvky z Bukůvky (německy Bukuwky von Bukuwka), který byl c. a k. komořím. Potomci: Melanie provdaná von Offermann; Jaromír Zigmund, Michaelu, Karolinu a Michaela Zigmunda.
- Otto Leopold Jiří Josef Jan Karel Beess z Chrostiny (28. červenec 1820 – 6. červen 1882), byl poručíkem, adjutant (pobočník) c.k. pěšího pluku Nr.8 Friedricha Karla von Fürstenwärther (17. červenec 1769, Meisenheim, Německo – 4. červen 1856, Baden, Rakousko).[14] V roce 1847 – 18. května se žení s Emanuelou Aloysií Karolínou Sedlnitzky von Choltiz (31. prosinec 1828, Olomouc – kolem roku 1884). Manželství je bezdětné, z neznámých důvodů je později rozvedeno. Tato větev vymírá po přeslici na počátku 20. století.

#### Beesové na Loděnicích a na Konské
Libor Josef Antonín (* 27. květen 1687) vlastní obce Loděnice a Koňskou. Byl nejvyšším zemským výběrčím daní Těšínského knížectví. Jeho manželkou byla Anna Chorynská z Ledské.

#### Beesové na Lešné
Josef svobodný pán Bees z Chrostiny (1756–1826) byl c.k. komoří. Od roku 1793 vlastnil zámek Lešná. Manželkou mu byla Leopoldina rozena Spens von Booden (1778–1831).
Z manželství se jim narodili tři potomci:
- Jiří (1842–1865)
- Karel
- Otto

Roku 1831 Leopoldina Spens von Booden odkázala tento majetek synovci Jiřímu III., ale majetku se ujal až jeho syn Jiří IV. Panství Lešná byla aloidním majetkem barona Beese s nímž mohl svobodně nakládat.
Dne 28. listopadu 1862 Okresní soud města Vídně povoluje Jiřímu Jiří VI. svob. p. Bees, majiteli statku Lešná (Loschna), připojení dědictví po Františce Harrasovské, roz. svob. paní von Spens-Baaden, k jeho statku Lešná (Loschna).

### Nezařazení členové rodu dle záznamu v zemských knihách, kronikách
- Veit von Bees vlastnil v roce 1348 Karschwiz.
- Miko (Mikoláš) Bies z Rohova byl dne 7. října 1430 spolu s Girzijk Stoss (Jiřík Stoš) z Albrechticz (dnes Město Albrechtice) jmenován rozhodcem ve sporu mezi Bernhardem z Opole a Janem Nawogem z Budína[15]
- Jan Bies byl dne 4. červenec 1464 jedním z rozhodců ve sporu mezi Joštem II. z Rožmberka, biskupem vratislavským, a knížetem Mikulášem I. Opolským o městečko Újezd[16] (pravděpodobně Újezd, okres Olomouc).
- Jiří a Petr vlastní Rudice, okolo roku 1527.
- Ferdinand (evangelického vyznání) s manželkou Eliškou Borynskou z Roztropic, vlastní Dolní Bludovice (1688).
- Karel Leopold je majitelem obce Soběšovice (1703–1722) a zaniklého barokního zámku.
- Karel Bees († 1754) spolu se svou manželkou Marii Annou markýza won Wenel vlastní Konskou a Nebory.
- Alexej (psán i jako Alexander) byl majitelem Dolních Domaslavic (1768), a v 50. a 60. letech 18. století byl přísedícím biskupského soudu v Olomouci.
- Je doložená plná moc Jana Karla z Lichtenštejna zastupujícího Josefa Václava a Emanuela z Lichtenštejna pro Alexia Wolfganga Beese k vykonání lenního slibu a přijetí obnovené investitury na lenní statek Nechvalín a Želetice od olomouckého biskupa Ferdinanda Julia Troyera. Sepsána 25. srpne 1746, Valtice.
- Dne 15. dubna 1773, v Těšíně (Koňákov č.18), Karel Bees, svob. pán z Kronsteinu, na Koňákově a Kotovách, prodává poddanému Pavlu Philipovi v Koňákově, kus panského pole k dědičnému užívání a k vystavění chalupy za 87 říšských zlatých a osvobozuje držitele od všech panských povinností za roční peněžitou činži 10 říšských zlatých.[17]

## Erby

### Beesové z Chrostiny a z Cöllnu (Cölle)
Červený štít je rozdělen na poloviny, v levé je část stříbrného kmene, který má vlevo list, pod ním suk, vpravo z kmenu vychází suk a pod ním je srdcovitý list. V pravé polovině je stojící lev. V klenotu je vysoký chochol z černých kohoutích per. Přikryvadla jsou červeno–stříbrná.

### Beesové z Chrostiny
Erb se vyskytuje jen v jednom provedení: V červeném štítu je kosmo položený lipový okleštěk, nahoře uřezaný, dole s kořeny. Vpravo z kmene vychází suk a pod ním je srdcovitý list (lípa srdčitá). Vlevo nahoře vyrůstá srdcový list a pod ním je suk. V klenotu je přilbice s korunou, s vysokým chocholem z černých kohoutích per. Přikryvadla jsou červeno–stříbrná.
Erb je k vidění:
- tesaný do kamene (pískovec) na barokní bráně u Zámku Chotěbuz,
- malovaný v Rytířském sále ve frýdeckém zámku ve městě Frýdek-Místek.

### Pečeť
Mimo erbů byla doložena pečeť Jana Biesa z Chrostiny na Ketzendorfu, který v roce 1453 užívá pečeti, kde v klenotu téhož znaku jsou kohoutí pera.

## Majetek rodu z Těšínského Slezska

### Statky
Během 19. století vlastnil tento šlechtický rod rozsáhlý majetek a statky v obcích (řazeno abecedně):
- dnešní okres Karviná: Darkov, Dolní Suchá, Horní Suchá, Koňakov, Louky nad Olší, Ráj
- dnešní okres Frýdek-Místek: Dolní Líštná, Hnojník, Horní Tošanovice, Konská, Lyžbice, Nebory, Rakovec, Třanovice (historicky Dolní a Horní), Třinec, Vělopolí
- dnešní okres Bruntál: Slezské Pavlovice
- dnešní okres Těšín, Polsko: Horní a Dolní Kačice, Otrubkov

### Jiný majetek
Mlýn v Dolní Líštné, do roku 1707.
Vodní mlýn v obci Hnojník, dnes dům čp. 15.
Velkostatek v obci Hnojník. V roce 1925 měl 340 ha.
Velkostatek Velichovky. V roce 1907 vyšlo v novinách Ostrauer Tagblatt (17. dubna 1907) ohlášení: Pan Karl Seiffer koupil od baronky Berthy Bees-Chrostin a baronky Jelly Spens-Booden volný statek (bez lenního závazku) Velichovky. Zde se jedná o baronku Marii Adalbertu Zoe Karolínu Janu Hedviku Gabrielu (* 1854), dceru Karla II.
Lihovar v obci Hnojník.

### Lázně
V roce 1862, Jiří IV. baron Bees z Chrostiny při průzkumných vrtech, kdy hledal ložiska černého uhlí, narazil na silný proud slané vody. Tento omyl byl proměněn v dnes známé Lázně Darkov.

### Zámky
(řazeno abecedně)
Rezidenční síť v 19. století tvořily zámky: v Hnojníku, v Konské s letohrádkem Sanssouci, Lešné a v Ráji u Karviné.
Někteří členové rodu Beesů žili na Zámku Chotěbuz.

### Palác
Rod vlastnil palác ve Vídni.

### Rodová hrobka v Hnojníku
V obci Hnojník se nachází rodová hrobka. Jedná se o empírová stavbu, obdélníkového půdorysu. Je postavená podle vzoru hrobky rodu Saint Genois v Ropici (okolo roku 1740). Nachází se na římskokatolickém hřbitově v Hnojníku, vedle farního kostela Nanebevzetí Panny Marie.
V této hrobce Beessů jsou pohřbení:
- Josef Johann Nepomuk (1787–1861) s manželkou Marií roz. Kasparek (1809–1887)
- Jiří IV. (1824–1905) s manželkou Stefanií roz. Wachtler (1830–1921)
- Clemens (1858–1868)
- Leopold (1855–1891)
- Georg V. (1848–1930)
- Johann Nepomuk (1853–1930)
- Josef (1860–1934) s manželkou Wilhelminou (1865–1936)
- dlouholetý věrný sluha pan Johann Palla (9. leden 1856 – 26. březen 1928)

### Hrobka v Lešné
Další pohřební stavbou je Beesova kaple nebo též kaple Vzkříšení Páně, nacházející se v obci Lešná. Kaple byla nejspíš postavena roku 1827. Jedná se o nevelkou stavbu obdélného půdorysu s vystupujícím štítem.Nad portálem je nápis upomínající na zakladatele Josefa Beese, který je zde i se svou manželkou Leopoldinou pohřben. De facto jsou zde pohřbeni tři členové rodu.

## Mecenášství
František Eusebius z Oppersdorfu, jeho bratr Matyáš Rudolf von Oppersdorf († 17. března 1691) a jeho žena Anna Zuzana Terezie Bees z Vrchles se podíleli na financování stavby několika kostelů – kostel na Prašivé zasvěcený sv. Antonínu z Padovy (1. ledna 1673), kostel v Bruzovicích zasvěcený sv. Stanislavu, kostel v Dobré zasvěcený sv. Jiří.
V roce 24. ledna 1701 se Jiří Leopold svobodný pán Bees spolupodílel na financování sochy s názvem "Úpadek". Spolu s ním na sochu přispěli Jan Adam Palka s.p. z Nového Města, Adam Wentzl hrabě z Tenczyna. Na průčelí je vytesáno srdce s nápisem: "O, NEJSLADŠÍ JEŽÍŠOVO SRDCE, DEJ, AŤ TĚ  MILUJI VŽDYCKY VÍCE!", zadní stranu zdobí jména fundátorů a slova "Na památku postavil Jan Slíva (1804–1881), Antonín Bernatík (1844–1903), Jindřich Bernatík (*1871).